# 安東奇科 (新墨西哥州)
安東奇科（英語：Anton Chico）是位於美國新墨西哥州瓜達盧佩縣的普查規定居民點。

## 人口
根據2020年美國人口普查的數據，安東奇科的面積為4.63平方千米，皆為陸地。當地共有人口161人，而人口密度為每平方千米34.77人。